# Cuiciuna amoenoides
Cuiciuna amoenoides là một loài bọ cánh cứng trong họ Cerambycidae.